# Meteorus kotanii
Meteorus kotanii är en stekelart som beskrevs av Maeto 1986. Meteorus kotanii ingår i släktet Meteorus och familjen bracksteklar. Inga underarter finns listade i Catalogue of Life.